# La Chapelle-Villars
La Chapelle-Villars este o comună în departamentul Loire din sud-estul Franței. În 2009 avea o populație de 554 de locuitori.

## Evoluția populației
| An        | 1975 | 1982 | 1990 | 1999 | 2006 | 2009 |
| --------- | ---- | ---- | ---- | ---- | ---- | ---- |
| Populație | 227  | 223  | 262  | 333  | 508  | 554  |